# Gabriel Vázquez
Pour les articles homonymes, voir Vázquez.
Gabriel Vázquez de Belmonte, né vers 1549 ou 1551 à Belmonte et mort le 23 septembre 1604 à Alcalá de Henares, est un jésuite et théologien espagnol. Il était surnommé l’Augustin de l'Espagne ou la Lumière de la théologie.

## Biographie
Gabriel Vázquez naquit en 1554 à Belmonte, bourg de la Nouvelle-Castille. À dix-huit ans, il entre dans le collège jésuite de Belmonte, puis suit des études de philosophie à Alcalá de Henares sous Domingo Báñez, puis de théologie après son noviciat. Il devient également un excellent philologue (grec et hébreu). Après avoir professé quelque temps à Ocaña et à Madrid, il fut appelé par ses supérieurs à Alcalá, et ensuite à Rome, où il enseigna plus de vingt ans la théologie, avec une réputation toujours croissante. De retour à Alcalá de Henares, il écrivit des traités de théologie, dans lesquels il défendit le probabilisme, proche des idées d'Antonio Escobar y Mendoza. Il mourut à Alcalá le 23 septembre 1604, à l’âge de 55 ans.
Dans son enseignement, Vázquez suit les grandes lignes de la Compagnie, mais fait souvent preuve d'une liberté et d'une originalité plus grandes que Francisco Suárez qu'il attaque à de nombreuses reprises. Ses œuvres sont nombreuses et couvrent presque tous les domaines couverts par Suárez, mais son œuvre théologique principale reste ses Commentariorum et disputationum in Summam S. Thomæ (Alcalá, 1598 ; Ingolstadt, 1608-1611 ; Anvers, 1621 ; Lyon, 1631). Ses ouvrages ont été recueillis en 10 tomes in-folio. L’édition la plus estimée est celle de Lyon, Pillehotte, 1620. Il existe un compendium de sa métaphysique sous forme de Disputationes metaphysicæ desumptæ ex variis locis suorum operum, rédigées par Francisco Murcia de la Llana afin de concurrencer celle de Francisco Suárez.

## Réflexion philosophique
Vázquez fait souvent preuve d'une liberté et d'une originalité plus grandes que Suárez, ce qui laissait la porte ouverte aux nombreuses réfutations et contre-réfutations auxquelles se sont livrés les deux docteurs, ainsi qu'à la réputation un peu sulfureuse que lui ont faite les annales des Dominicains, qui l'accusent d'avoir professé de fausses doctrines dans le seul but de se mettre en en avant (Hurter 1892, I, p. 144). En matière de théorie de la connaissance, Vázquez suit Durand et Hervé Nédellec et s'écarte des thèses communes sur la vérité qui dans la connaissance intuitive n'est plus directement à chercher dans la conformité de la pensée avec l'objet connu. En métaphysique, il rejette de nombreuses thèses thomistes, comme la distinction réelle entre l'étant et l'essence, la limitation de l'acte ou encore la matière comme principe d'individuation. Il fonde Dieu dans son aséité absolue, doctrine critiquée par Suárez (De Deo uno, livre II, c. 1, n. 2 sq.), et les créatures comme être participé. À noter également un développement significatif dans la définition de l'infinité de Dieu : au contraire de la tradition scolastique, Vázquez définit l'infinité de Dieu par le nombre infini d'attributs infinis (In Primam, disp. 25, c. 1) - un enseignement dont on retrouvera les traces dans le panthéisme de l'âge classique. Enfin, sa doctrine de la possibilité est plus audacieuse que celle de Suárez, dans la mesure où elle s'établit sur une non-contradiction absolue et une idéalité autonome (In Primam, disp. 104, § 12). En théologie, il défend que ce monde ne pourrait pas être le meilleur possible (In Prima-Secundæ, disp. 43, §§ 16-17), suit la théorie de l'influence des motifs au niveau de la grâce, et suit globalement le molinisme. En philosophie juridique, il donne une autonomie quasiment totale à la nature humaine dans la fondation de la loi, et ne considère pas celle-ci (comme nombre de thomistes de son époque) comme un praeceptum Dei legislatoris (Rommen 1948). Vázquez défend ainsi l'idée que la loi naturelle est une règle indépendante de toute volonté, même divine (In Ia-IIæ, disp. 150, c. 3, § 22).

## Œuvres
- De cultu adorationis libri tres et disputationes duæ contra errores Felicis et Elipandi, Alcalá, 1594 ; Mayence, 1601, 1604.
- Commentariorum et disputationum in Summam S. Thomæ, Alcalá, 8 vol., 1598–1615.
- Paraphrases et compendiaria explicatio ad nonnullas Pauli Epistolas, Alcalá, 1612 ; Ingolstadt, 1613 ; Lyon, 1630.
- Disputationes metaphysicæ desumptæ ex variis locis suorum operum (Madrid, 1617 ; Anvers, 1618).

## Sources
- « Vasquez (Gabriel) », dans Louis-Gabriel Michaud, Biographie universelle ancienne et moderne : histoire par ordre alphabétique de la vie publique et privée de tous les hommes avec la collaboration de plus de 300 savants et littérateurs français ou étrangers, 2e édition, 1843-1865 [détail de l’édition]